# María de la Letra
María de la Letra är en ort i Mexiko.   Den ligger i kommunen Filomeno Mata och delstaten Veracruz, i den sydöstra delen av landet, 170 km nordost om huvudstaden Mexico City. María de la Letra ligger 307 meter över havet och antalet invånare är 221.
Terrängen runt María de la Letra är kuperad. Runt María de la Letra är det tätbefolkat, med 297 invånare per kvadratkilometer. Närmaste större samhälle är Jopala, 2,2 km väster om María de la Letra. Omgivningarna runt María de la Letra är en mosaik av jordbruksmark och naturlig växtlighet.